# Cap Ténès
Cap Ténès är en udde i Algeriet.   Den ligger i provinsen Chlef, i den norra delen av landet, 150 km väster om huvudstaden Alger.
Terrängen inåt land är kuperad. Havet är nära Cap Ténès norrut.  Närmaste större samhälle är Ténès, 6,6 km sydväst om Cap Ténès.